# Route nationale 13 (Luxemburg)
Die Route nationale 13 ist eine Fernstraße in Luxemburg. Häufig in Verkehrsmeldungen benutzter Name für die Route nationale 13 (N13) ist Dreikantonsstraße.
Bei der N13 handelt es sich um eine Hauptverkehrsverbindung, die den südwestlichen Teil des Landes durchquert. Sie beginnt im Kanton Capellen und verläuft zunächst in südliche Richtung, durchquert dann im weiteren Verlauf in Richtung Westen den Kanton Esch/Alzette und endet schließlich im Kanton Remich. Durch den Bau der Autoroute 13 wurde der Teil zwischen Bettemburg und den Abfahrten Frisingen bzw. Bad Mondorf erheblich entlastet, so dass die N13 in diesem Teil heute nicht mehr so stark befahren wird.
Die N13 hat ihren Beginn in der Ortschaft Windhof am Kreisel „Wutopia“, wo sie Verbindung zur N6 hat, und endet hinter dem Dorf Bus, wo sie von der N2 abzweigt.

## Bildergalerie

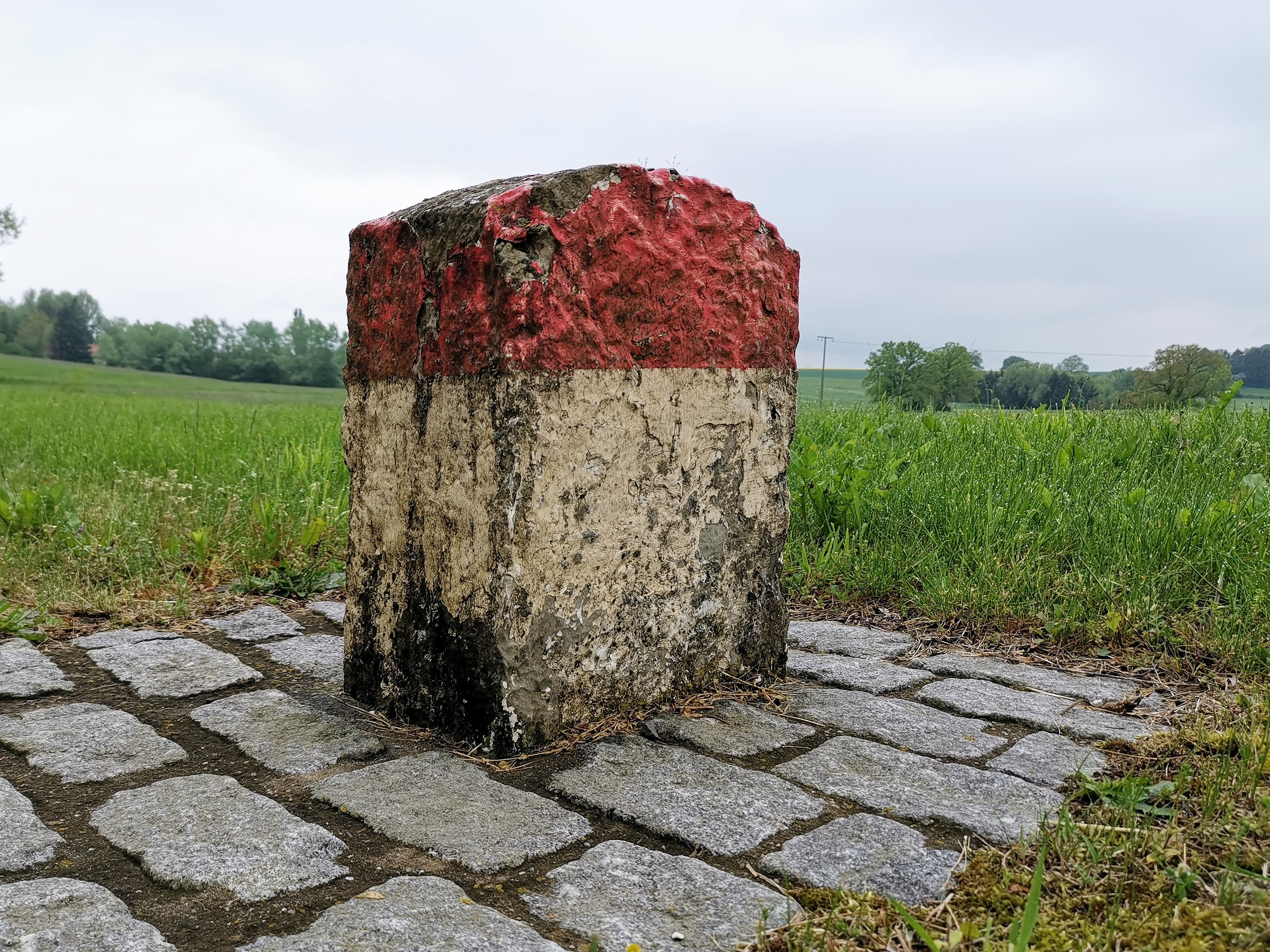
Alter Stundenstein der N13 bei Dippach
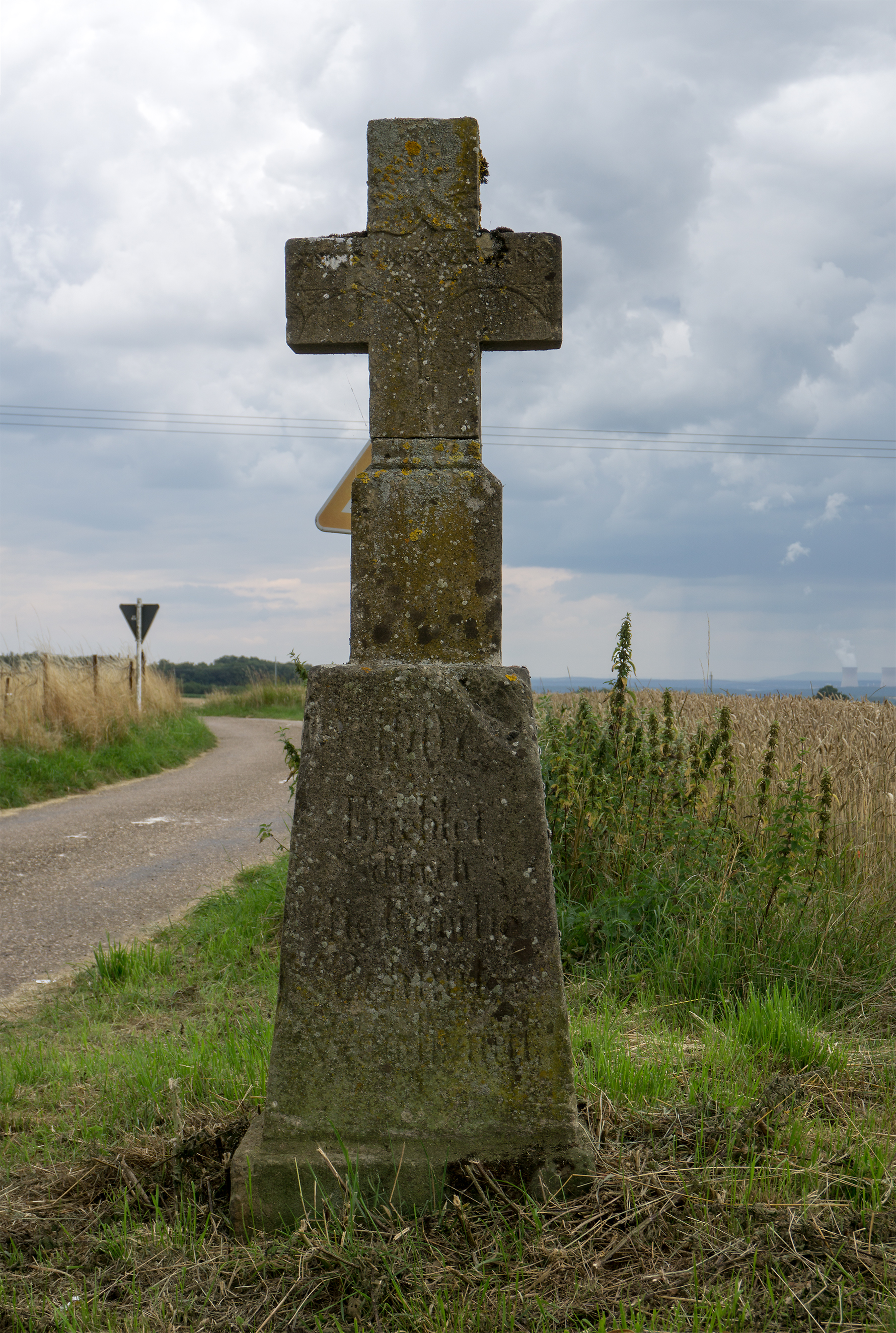
Altes Wegkreuz an der Dreikantonsstaße bei Dalheim
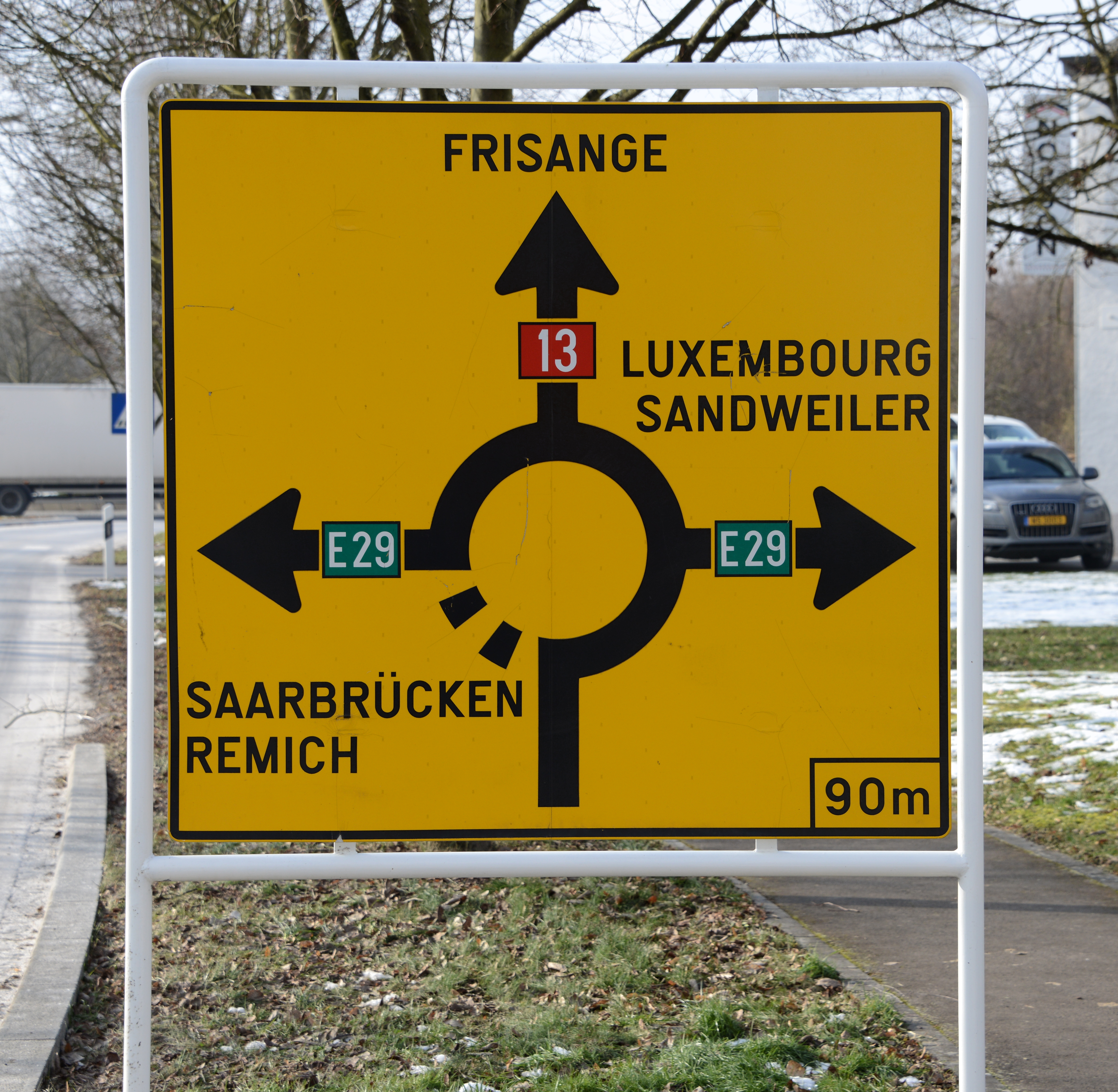
Abzweigung der N13 von der N2